# Zack and Miri Make a Porno
Zack and Miri Make a Porno (bra: Pagando bem, Que Mal Tem?; prt: Zack e Miri Fazem um Pornô)) é um filme norte-americano de 2008 do gênero comédia romântica com cenas de nudez e sexo, escrito e dirigido por Kevin Smith e estrelado por Seth Rogen e Elizabeth Banks. É o primeiro filme do diretor cuja história não se passa em Nova Jersey. Por razões de orçamento as filmagens foram em Pittsburgh com locações em Monroeville, subúrbio de Pensilvânia.

## Sinopse
Zack e Miri são dois amigos de longa data que dividem um apartamento, porém não tem dinheiro para pagarem as contas. Por conta disso, eles têm água, luz e telefone cortados. Como forma de ganhar dinheiro, Zack tem a ideia de fazer um filme pornô com Miri, para vender as cópias aos antigos colegas de escola. Ele pede dinheiro a Delaney que assim se torna "produtor" e juntos com Miri escolhem o elenco, formado por atores com alguma experiência no ramo. A primeira ideia é um roteiro baseado em Star Wars mas Zack e o amigo Delaney são enganados e acabam perdendo todo o equipamento e figurinos na demolição do prédio que usavam como estúdio. Então Zack decide filmar na própria cafeteria em que trabalha, usando a câmara de vigilância que o patrão instalara secretamente para controlar os funcionários.

## Elenco
- Seth Rogen...Zack Brown
- Elizabeth Banks...Miriam "Miri" Linky
- Craig Robinson...Delaney
- Jason Mewes...Lester
- Traci Lords...Bubbles
- Jeff Anderson...Deacon
- Katie Morgan...Stacey
- Ricky Mabe...Barry
- Justin Long...Brandon St. Randy
- Brandon Routh...Robert "Bobby" Long
- Tyler Labine...Cliente bêbado
- Tisha Campbell-Martin...esposa de Delaney
- Tom Savini...Jenkins
- Jennifer Schwalbach...Betsy
- Gerry Bednob...Senhor Surya
- Kenny Hotz...Zack II
- David Early...Auditioner

## Produção

### Desenvolvimento
A gênese de Zack and Miri está na mente de Kevin Smith desde os anos 90. Dois projetos centrados na pornografia estavam em desenvolvimento. Um era um filme chamado Name. Era para ser um acompanhamento (não uma sequência) de Chasing Amy, que teria estrelado o trio desse filme, Jason Lee, Ben Affleck e Joey Lauren Adams, e seria ambientado em View Askewniverse. Mas o projeto não foi feito e foi substituído por Dogma. A segunda tentativa foi em 1997 como uma série de 22 episódios falhada intitulada Hiatus. A série teria estrelado Lee novamente, e era sobre um homem voltando para casa depois de estar na Califórnia e levar uma vida dupla como estrela pornô. Quando ele lançou a série para as redes de TV, todos rejeitaram a ideia, acreditando que o tipo de material entregue a eles nunca poderia acontecer na televisão. No entanto, ele manteve a ideia em mente e escreveu um roteiro depois de rodar Clerks II, que teria uma inclinação para a pornografia.

### Pré-produção
De acordo com a Entertainment Weekly, The Weinstein Company deu luz verde ao projeto, baseado apenas no título. Kevin Smith originalmente escreveu o filme para ser ambientado em Minnesota, onde ele havia filmado Mallrats, e onde havia declarado desejo de filmar novamente. No entanto, por razões orçamentárias, Smith optou por filmar em Pittsburgh e reescreveu o roteiro a ser realizado no subúrbio de Monroeville, Pensilvânia.
O papel principal feminino foi escrito para Rosario Dawson, mas ela não pôde aceitar o papel, ao assinar o filme Eagle Eye, cuja agenda de filmagens teria entrado em conflito com a de Smith. Smith escreveu o papel de Zack, no entanto, com Seth Rogen em mente, com base em sua performance em The 40-Year-Old Virgin. As filmagens foram concluídas em 12 de março de 2008.
Existem inúmeras referências a Pittsburgh e ao cenário do filme no bairro de Monroeville e Pittsburgh durante todo o filme, incluindo um fã bêbado do Steeler Nation, uma bandeira da Copa Stanley do Pittsburgh Penguins, Miri dormindo em uma camisa dos Penguins e o elenco bebendo Iron City Beer durante todo o filme. Uma cena do filme foi filmada no Monroeville Mall, enquanto outra cena é apresentada fora da Mellon Arena durante um jogo de hóquei. Além disso, durante a cena do corpo do goleiro checando o zagueiro, essa cena foi filmada no Rostraver Ice Gardencom 'Bo' do próprio Ice Garden como ref. Ice Garden fica a cerca de 45 minutos de Pittsburgh. Uma cena contém uma participação especial de Tom Savini. O shopping era o cenário de Dawn of the Dead, para o qual Savini era um artista de efeitos. Sobre a cena, Smith disse: "Temos que filmar no Monroeville Mall, e para um cinéfilo, isso é uma coisa muito legal. Tínhamos Tom Savini [em participação especial], filmamos no Monroeville Mall, é o mais próximo de um filme de zumbi que eu já vi". No filme, Zack joga hóquei, e o nome de sua equipe é os Monroeville Zombies, que é outra referência ao filme de George A. Romero. Até um dos principais membros do elenco tem raízes na área de Pittsburgh: Traci Lords (que interpretou Bubbles no filme) é natural de Steubenville, Ohio, localizado a cerca de meia hora de carro a oeste de Pittsburgh.

## Distribuição
Enquanto Metro-Goldwyn-Mayer estava originalmente definido para distribuir o filme, The Weinstein Company distribuiu o filme somente depois que um acordo entre as duas empresas fracassou. Com o anúncio veio a remoção do logotipo da MGM da publicidade do filme, que é o primeiro filme de Weinstein a ser lançado depois que o negócio foi encerrado abruptamente antes da data prevista para janeiro de 2009.

### Classificação
A Motion Picture Association of America inicialmente atribuiu ao filme uma classificação NC-17, significando que apenas adultos poderiam assistir ao filme, por "alguma sexualidade gráfica". Smith enviou dois cortes adicionais do filme com algumas cenas removidas e foi informado que o filme estava chegando muito mais perto de uma classificação "R", com menores podendo assistir acompanhados, mas que ele deveria remover primeiro uma pequena cena de 14 quadros. Smith achou que a cena deveria permanecer, então ele recorreu a um recurso de apelação da classificação e o filme foi novamente exibido pela MPAA. Seth Rogen comentou: "É um filme realmente imundo. Ouvi dizer que eles estão tendo problemas para obter uma classificação R de NC-17, o que nunca é bom". Ele continuou, reclamando que "eles lutam contra coisas sexuais. Isso não é estranho? É realmente uma loucura para mim que Hostel esteja bem, com pessoas arrancando os olhos e coisas assim ... Mas você não pode mostrar duas pessoas fazendo sexo — isso é demais". Em 5 de agosto, a classificação foi apelada com sucesso para um R sem mais cortes. Ele alcançou a classificação para "conteúdo sexual bruto forte incluindo o diálogo, nudez gráfica e linguagem generalizada".

### Promoção
Em 30 de maio de 2008, o primeiro teaser trailer do filme foi lançado no site de Smith, silentbobspeaks.com. O teaser mostra os personagens de Rogen e Banks enquanto eles fazem audições. Em seu diário on-line, Kevin Smith insistiu que era estritamente um teaser, mencionando: "Não há um quadro de filmagem neste filhote que esteja no filme real, então fique à vontade para assisti-lo sem medo de 'spoilers'. Isso é apenas um pouco de algo para dar uma ideia do filme". No entanto, em 21 de julho, o vídeo foi removido do site após um pedido da MPAA porque foi designado como "teaser trailer" sem passar pela certificação da MPAA. Em 2 de setembro de 2008, um trailer da banda vermelhado filme foi lançado no IGN.
Um pôster para o filme, lançado em setembro de 2008, que sugere que os personagens-título praticam sexo oral um com o outro, foi proibido para uso nos cinemas dos EUA pela MPAA. O pôster usado nos EUA mostra o assunto explícito do filme, apresentando bonecos palitos, com a explicação no texto do pôster é a única imagem que pode ser mostrada.
Apesar dessa restrição, muitos meios de comunicação se recusaram a publicar o pôster, ou qualquer anúncio que contenha a palavra "pornô" no título, incluindo vários jornais, estações de TV, canais a cabo e governos da cidade, alguns dos quais responderam a reclamações sobre os anúncios nos estádios de beisebol e pontos de ônibus da cidade. Muitos cinemas exibiram o título do filme em sua tenda apenas como Zack and Miri. O gerente de marketing da Weinstein Company, Gary Faber, declarou que o anúncio foi aceito na maioria dos estabelecimentos que o ofereceram, mas que o estúdio consideraria variações do título dos estabelecimentos que o rejeitaram, incluindo uma versão do pôster sem o título com o slogan, "Seth Rogen e Elizabeth Banks fizeram um filme tão ultrajante que nem podemos dizer o título".
Em 10 de novembro de 2008, a The Weinstein Company anunciou que iria relançar a campanha publicitária dos EUA para o filme, com o foco principal em um novo pôster que mostrava Rogen e Banks em um pasto com animais reproduzidos no estilo de animação infantil desenhos animados. No entanto, o novo pôster também criticou a controvérsia em torno da imagem do segundo pôster — ou seja, a controvérsia em torno do uso da palavra "pornô" em uma imagem aparentemente tão agradável para as crianças — incluindo a declaração "Um pôster para todos que acham difícil engolir o título do filme".

## Recepção

### Bilheteria
O filme estreou em segundo lugar, atrás de High School Musical 3: Senior Year, com US$10,7  milhões em 2,735 cinemas, uma média de US$3,906 por cinema. sendo que Rogen experimentou sua "pior abertura de bilheteria de todos os tempos". Durante suas 13 semanas de lançamento, o filme faturou US$42,8 milhões em todo o mundo. Após a decepção nas bilheterias, o relacionamento de Kevin Smith com o produtor Harvey Weinstein azedou: "Um associado diz que Smith culpou Harvey Weinstein por não gastar o suficiente para comercializar o filme. Embora Weinstein tenha dito que gastou US$30  milhões em marketing, Smith não acreditava que ele tivesse seguido. De qualquer maneira, a relação entre os dois ficou desgastada".

### Resposta da crítica
O agregador de críticas de filmes Rotten Tomatoes relata que 65% dos críticos deram ao filme uma crítica positiva, com base em 194 críticas, com uma pontuação média de 6,1/10. O consenso do site diz: "Zack and Miri Make a Porno são um sucesso modesto para Kevin Smith, devido em grande parte ao charme de Seth Rogen e Elizabeth Banks". No Metacritic, que atribui uma classificação normalizada com base em críticas dos principais críticos, o filme tem uma pontuação de 56 em 100, com base em 33 críticos, indicando "críticas mistas ou médias". A participação especial de Justin Long recebeu elogios da crítica e do público, com alguns que consideraram um destaque do filme.
Roger Ebert, do Chicago Sun-Times, deu ao filme 3 de 4 estrelas e afirmou: "De alguma forma, os excessos de Kevin Smith desarmam o material. Ele é como o cara de uma festa que conta piadas sujas tão rápido, no estilo Dangerfield, que você ri mais da performance do que do material".
Smith e o produtor Scott Mosier ficaram decepcionados com o fraco desempenho das bilheterias do filme;
Por dois meses após o lançamento nos cinemas do filme, Smith não trabalhou. Ele até ficou longe da Internet. Smith estava "convencido de que o filme compreenderia uma parte do sucesso de bilheteria de comédia atrevida que fluía livremente para Judd Apatow no ano anterior para Knocked Up"; quando isso não aconteceu, Smith criticou Harvey Weinstein por não gastar o suficiente para comercializar o filme, uma alegação que Weinstein nega, observando que ele gastou US$ 30  milhões no marketing do filme.
Mais de dois anos após o lançamento do filme, Smith disse que Zack and Miri estão "literalmente me adulterando a minha própria história ... a história de como eu fiz Clerks, com pornografia".

## Trilha sonora
Uma música da banda Live, intitulada "Hold Me Up", que Smith disse que tenta usar há mais de 13 anos, aparece em uma "cena emocional" com Zack e Miri. Smith fez uma declaração sobre a apresentação da música no filme:
É uma música antiga que eu ouvi pela primeira vez em 95, quando estávamos montando a trilha sonora do Mallrats. Na verdade, ele estava no filme para a primeira exibição de teste, mas o Live decidiu que eles queriam se apegar a ele como um single potencial do próximo álbum (que seguiria Throwing Copper). Quando eu estava editando Jay and Silent Bob Strike Back, a música ainda não veio à tona ou foi lançada, então solicitei novamente. Mais uma vez, fui negado. A terceira vez, aparentemente, foi o charme. Precisava de uma música para essa sequência em Zack and Miri e lembrava da faixa ao vivo. Desta vez, a banda assinou contrato conosco usando a faixa. Levou 13 anos, mas valeu a pena esperar.
A música não aparece no CD da trilha sonora, no entanto, e não estaria disponível em um lançamento comercial por mais uma década até que o Live anunciasse uma reedição do 25º aniversário de Throwing Copper, com "Hold Me Up" como faixa bônus.
Uma música original de MC Chris chamada "Miri and Zack" foi feita para o filme. Uma música mais antiga de MC Chris, "Fett's Vette", também foi usada no filme, bem como "Sex and Candy", de Marcy Playground e o hit de 1986 de Jermaine Stewart, "We Don't Have to Take Our Clothes Off".

### Faixas
1. "The Idea Comes...Hard (diálogo do filme)" – Seth Rogen, Elizabeth Banks – 0:06
2. "Wynona's Big Brown Beaver" – Primus – 4:22
3. "Sex and Candy" – Marcy Playground – 2:51
4. "Steal My Sunshine" – Len – 3:31
5. "Salutations (diálogo do filme)" – Elizabeth Banks, Justin Long, Brandon Routh, Seth Rogen – 0:21
6. "Smalltown Boy" – Bronski Beat – 4:05
7. "The Rosie Defense (diálogo do filme)" – Elizabeth Banks, Seth Rogen – 0:12
8. "Just Like Honey" – The Jesus and Mary Chain – 3:00
9. "The Money Montage" – James L. Venable – 6:16
10. "Star Whores (diálogo do filme)" – Jason Mewes, Seth Rogen, Elizabeth Banks, Craig Robinson – 0:19
11. "Fett's Vette" – mc chris – 3:24
12. "Meet the Producer (diálogo do filme)" – Craig Robinson – 0:35
13. "Dreaming" – Blondie – 3:05
14. "Delaney's Lament (diálogo do filme)" – Seth Rogen, Craig Robinson – 0:13
15. "Party Up (Up in Here)" – DMX – 4:29
16. "Hey" – Pixies – 3:31
17. "The Worst Porno You've Ever Seen (diálogo do filme)" – Jeff Anderson, Seth Rogen, Elizabeth Banks, Craig Robinson – 0:21
18. "You and I Are a Gang of Losers" – The Dears – 4:51
19. "Ain't Love Grand (diálogo do filme)" – Jeff Anderson, Craig Robinson, Tisha Campbell-Martin – 0:12
20. "I Love You" – Climax Blues Band – 4:02
21. "The Dutch Rudder (diálogo do filme)" – Jason Mewes, Seth Rogen – 0:23
22. "We Don't Have to Take Our Clothes Off" – Jermaine Stewart – 4:39
23. "Parting Shot (diálogo do filme)" – Seth Rogen, Elizabeth Banks – 0:18

## Mídia doméstica
Embora algumas cópias do DVD "2-Disc Edition" de fevereiro de 2009 tenham sido originalmente lançadas sob o título completo nos Estados Unidos, alguns foram lançados sob Zack and Miri, o título censurado usado para promover originalmente o filme. A capa censurada apresenta um fundo branco com uma montagem de fotos dos principais atores do filme; inclui uma série de curtas chamados Money Shots, além de outros conteúdos exclusivos; não contém comentários do diretor, o primeiro dos filmes de Smith a não incluir um. O DVD também possui 94 minutos de cenas excluídas .